# まんがイソップ物語 (映画)
『まんがイソップ物語』（まんがイソップものがたり）は、1983年3月13日公開の『東映まんがまつり』で上映された東映動画制作のアニメーション映画である。カラー。61分。

## 概要
アイソーポス（イソップ）の『イソップ寓話』をアニメ化した作品。少年イソップが花の精ピッチ、田舎ネズミのチューチュー、ロバのバーローと知り合い、動物が人の言葉を話せる世界を冒険する話で、これに『イソップ寓話』からエピソードを8本挿入している。実際のアイソーポスは紀元前のギリシャの人物であるが、本作のイソップは中世ヨーロッパ風の片田舎に住む少年として描かれている。イソップの声は高見知佳が当てた。
公開から半年後の1983年10月からは、テレビ東京系列局で同名のテレビアニメ『まんがイソップ物語』が放送されていたが、こちらは日本アニメーションによる作品であり、内容もまったくの別物である。

## 挿入されたイソップ寓話のエピソード
以下の8つの寓話が使われているが、映画中に題名が出てくるわけではない。以下の題はドラマ編LPレコードから取った。
- オオカミがきた!
- いなかのネズミと都会のネズミ
- ウサギとカメ
- ロバのしくじり
- アリとキリギリス
- ライオンの皮をかぶったロバ
- 旅人とクマ
- 北風と太陽

他に主題歌の歌詞は「ネズミの会議」について歌っている。

## 声の出演
- イソップ（主人公） - 高見知佳
- ピッチ（花の精） - 潘恵子
- チューチュー（田舎ネズミ） - 大竹宏
- バーロー（ロバ） - 滝口順平
- イソップの母 - 松島みのり
- 村長 - 雨森雅司
- 長老アリ - 高木均
- 若者アリ - 塩沢兼人
- 母アリ - 白石冬美
- 都会のネズミ - 八代駿
- ネコの主人 - 柴田秀勝
- ウサギ - つかせのりこ
- カメ - 八奈見乗児
- キリギリス - 永井一郎
- 冬の神（北風） - 銀河万丈
- 春の女神（太陽） / 予告編ナレーター - 増山江威子
- オオカミの運送屋 - 矢田耕司
- その他 - 寺田誠、沢木郁也、佐藤正治、坂井志満、飯塚はる美、塩屋浩三
- 協力 - 青二プロダクション

## スタッフ
- 製作 - 今田智憲
- 企画 - 山口康男
- 原作 - 『イソップ寓話』
- 脚本 - 曽田博久
- 作画監督 - 香西隆男
- 美術 - 襟立智子
- 音楽 - 小森昭宏
- 演出 - ひこねのりお

## 主題歌・挿入歌
主題歌「いたずらの種まき」
作詞 - 武鹿悦子 / 作曲・編曲 - 小森昭宏 / 歌 - 牧伸二、小林さくら、こおろぎ'73、ザ・チャープス
挿入歌「愛とぽこぽこ」
作詞 - 武鹿悦子 / 作曲・編曲 - 小森昭宏 / 歌 - 三輪勝恵、こおろぎ'73
日本コロムビアからこの2曲を収録したEPレコードが発売された。また同社からは、オリジナルの担当声優による吹き込みを収録したLP『まんがイソップ物語 ドラマ編』（付属冊子の挿絵と説明で話を楽しむドラマCD風のレコード）も発売された。前作『世界名作童話 アラジンと魔法のランプ』と同様に本作も映像ソフト化されていないため、これが現状で唯一の本作収録ソフトとなっている。

## 同時上映
- Dr.スランプ アラレちゃん ほよよ!世界一周大レース（原作 - 鳥山明）
- バッテンロボ丸（原作 - 石森章太郎）
- 科学戦隊ダイナマン（原作 - 八手三郎）